# Васильєв-Буглай Дмитро Степанович
Васи́льєв-Бугла́й Дмитро́ Степа́нович (нар. 28 липня (9 серпня) 1888, Москва — 15 жовтня 1956, там само) — російський композитор та хоровий диригент, Заслужений діяч мистецтв РРФСР (1947), нагороджений Державною премією СРСР (1951).
Освіту отримав в Московському синодичному училищі (хоровий навчальний заклад) в 1898—1906 роках. Був учнем Олександра Кастальського.
В 1933—1935 роках працював та жив в Удмуртії, був одним із засновників та перших керівників хору Удмуртського радіо (1933). Перший професійний композитор, який звернувся до національної удмуртської музики. В 1933, 1934 та 1936 роках здійснив низку експедицій в райони, зробив записи народних мелодій — близько 500 пісень та інструментальних награвань. Обробки пісень для хору та соло із фортепіано видав в збірках «Удмурт кырзанъёс» (Іжевськ, 1933) та «Удмуртські народні пісні» (Москва, 1937). Серед пісень — «Дурисьёс» («Ковалі»), «Пур келян» («Сплавна»), «Сизьым арес» («Сім років») та інші. Спостереження та думки про музичний фольклор удмуртів узагальнив в статті «Удмуртські пісні» (Праці УдНДІ, Зб.1, Іжевськ, 1935). Працював в Удмуртському радіокомітеті, допомагаючи в підготовці музичних передач. Допоміг відкриттю музичного відділення при Іжевському театрально-художньому технікумі, був одним з перших його педагогів.
Написав змішаний хор без супроводу «Ой одна, я одна» (російський переклад Андрія Колтоновського, 1954) на слова Тараса Шевченка.